# Self-Portrait (EP)
 Self-Portrait (tiếng Hàn: 자화상; Romaja: Jahwasang; dịch nghĩa đen: "chân dung tự họa") là mini-album đầu tay của ca sĩ Hàn Quốc Suho, được SM Entertainment phát hành vào ngày 30 tháng 3 năm 2020. Album có hai phiên bản đĩa cứng, Archive #1 và Archive #2, trong đó phiên bản #2 có cùng bìa đĩa với phiên bản nhạc số, đó là một bốn bức tranh vẽ gương mặt của Suho theo phong cách ấn tượng. Mini-album bao gồm 6 bài hát, trong đó có đĩa đơn "Let's Love".

## Bối cảnh và phát hành
Ngày 18 tháng 2 năm 2020, SM Entertainment công bố rằng Suho đang chuẩn bị ra mắt với tư cách ca sĩ solo. Ngày 27 tháng 2, anh được công bố là đã hoàn thành việc thu âm cho album đầu tay của mình. Anh đã tham gia sáng tác tất cả các bài hát trong album. Sau đó, ngày phát hành của album cũng được công bố và các hình ảnh quảng bá cho album bắt đâug được đăng tải.
Album và video âm nhạc của bài hát chủ đề được phát hành vào ngày 30 tháng 3.

## Đón nhận
Tại Hàn Quốc, Self-Portrait lọt vào bảng xếp hạng Gaon Album Chart ở vị trí thứ nhất, và đã được chứng nhận Bạch kim sau khi vượt qua mốc doanh số 200.000 bản. Tại Mỹ, album đạt vị trí thứ 13 trên bảng xếp hạng World Albums Mỹ. Tại Trung Quốc, album đã được chứng nhận Bạch kim trên QQ Music, nền tảng âm nhạc lớn nhất Trung Quốc, sau khi bán được hơn 55.000 bản. Ngoài ra, album cũng đã đạt vị trí thứ nhất trên bảng xếp hạng iTunes tại hơn 50 quốc gia.

## Danh sách bài hát
| STT              | Nhan đề                                       | Phổ lời                                                  | Phổ nhạc                                            | Phối khí                                            | Thời lượng |
| ---------------- | --------------------------------------------- | -------------------------------------------------------- | --------------------------------------------------- | --------------------------------------------------- | ---------- |
| 1.               | "O2"                                          | DJ HotBoyzZz (Cliff Lin, Ryan Colt Levy, Bryan Cho) SH2O | DJ HotBoyzZz (Cliff Lin, Ryan Colt Levy, Bryan Cho) | DJ HotBoyzZz (Cliff Lin, Ryan Colt Levy, Bryan Cho) | 3:48       |
| 2.               | "Let's Love" (사랑, 하자)                     | Noday Aisle Park Moon-chi SH2O                           | Aisle Park Moon-chi Noday                           | Park Moon-chi                                       | 3:49       |
| 3.               | "Made in You"                                 | minGtion JUNNY SH2O                                      | Geun-tae minGtion JUNNY                             | minGtion                                            | 3:30       |
| 4.               | "Starry Night" (암막 커튼)                    | Jo Yoon-kyung SH2O                                       | Kyo                                                 | Kyo Lim Heon-il                                     | 4:38       |
| 5.               | "Self-Portrait" (자화상)                      | B-Rock (CLEF) J-Lin (CLEF) ALBN (CLEF) CLEF CREW SH2O    | B-Rock (CLEF) J-Lin (CLEF) ALBN (CLEF) CLEF CREW    | B-Rock (CLEF) J-Lin (CLEF) ALBN (CLEF)              | 3:50       |
| 6.               | "For You Now" (너의 차례, hợp tác với Younha) | Bang Hye-hyun ( Jam Factory ) JUNNY SH2O                 | Krysta Youngs David Nathan Alessia Iorio            | David Nathan                                        | 3:43       |
| Tổng thời lượng: | Tổng thời lượng:                              | Tổng thời lượng:                                         | Tổng thời lượng:                                    | Tổng thời lượng:                                    | 23:18      |

## Bảng xếp hạng

### Hàng tuần
| Bảng xếp hạng (2020)                 | Thứ hạng cao nhất |
| ------------------------------------ | ----------------- |
| Album Hot Nhật Bản (Billboard Japan) | 22                |
| Album Nhật Bản (Oricon)              | 26                |
| Album Ba Lan (ZPAV)                  | 32                |
| Album Hàn Quốc (Gaon)                | 1                 |
| Album Anh Quốc Digital (OCC)         | 70                |
| Album Hoa Kỳ World (Billboard)       | 13                |

### Hàng tháng
| Bảng xếp hạng (2020)  | Thứ hạng cao nhất |
| --------------------- | ----------------- |
| Album Hàn Quốc (Gaon) | 3                 |

## Doanh số
| Khu vực    | Doanh số |
| ---------- | -------- |
| Trung Quốc | 100.034  |
| Nhật Bản   | 1,394    |
| Hàn Quốc   | 289.738  |
| Mỹ         | 1.000    |

## Chứng nhận doanh số
| Quốc gia                                  | Chứng nhận | Số đơn vị/doanh số chứng nhận |
| ----------------------------------------- | ---------- | ----------------------------- |
| Hàn Quốc (KMCA)                           | Platinum   | 250,000^                      |
| ^ Chứng nhận dựa theo doanh số nhập hàng. |            |                               |

## Lịch sử phát hành
| Khu vực       | Ngày                | Định dạng        | Hãng đĩa                 |
| ------------- | ------------------- | ---------------- | ------------------------ |
| Hàn Quốc      | 30 tháng 3 năm 2020 | CD tải về stream | SM Entertainment Dreamus |
| Nhiều khu vực | 30 tháng 3 năm 2020 | Tải về stream    | SM Entertainment         |